# Маслов Леонід Миколайович
Маслов Леонід Миколайович (18 квітня 1909, Катеринослав — 17 серпня 1943, Здолбунів?) — український інженер-архітектор, визначний дослідник церковної та світської архітектури Західної Волині.

## Біографія
Народився Леонід Маслов 18 квітня 1909 року в Катеринославі (нині — Дніпро) у сім'ї правника Миколи Васильовича Маслова (1880–1942). Батько походив із міста Лубен на Полтавщині, у молоді роки був членом Української студентської громади міста Санкт-Петербурга, під час Національної революції 1917—1921 років — членом уряду Української Народної Республіки. У 1920 році разом із дружиною, сином та донькою емігрував до Польщі, у складі якої з березня 1921 року і майже до кінця вересня 1939 року перебувала Західна Волинь як Волинське воєводство Другої Речі Посполитої. Пізніше сім'я Маслових переїхала до Луцька.
Леонід Маслов після переїзду до Польщі у місті Влоцлавек 1929 року закінчив природничо-математичний відділ місцевої гімназії. Вищу освіту здобув на архітектурному відділі Варшавської політехніки. Як її студент двічі проходив практику в Луцьку, де на той час проживали його батьки: у 1931 році при дирекції громадських робіт, а в 1933–1934 роках при міському управлінні на реставраційних роботах Луцького замку.
Після закінчення столичної політехніки Леонід Маслов із вересня 1935 до січня 1937 року працює заступником керівника робіт на будівництві Любомльського повітового староства. Водночас він активно збирає матеріали про навколишні давні архітектурні споруди, активно співпрацює з Народним музеєм у Львові. У січні 1937 року архітектор повертається до Луцька на посаду секретаря технічного відділу міського управління. У жовтні того ж року переїздить до Рівного у зв'язку з переходом на посаду будівельного референта в тамтешньому міському управлінні. Маслов бере участь у різноманітних виставках та конкурсах архітектурних проектів, що проходили в Західній Волині та за її межами.
Значні зміни в долю дослідника приніс 1939 рік. 2 червня Леонід Маслов одружився з Євгенією Іванівною Дублянською, яка 24 грудня 1941 року народила доньку Віру. Початок Другої світової війни та прихід на Західну Волинь більшовицького тоталітарного режиму, що реально загрожував арештом, змушують молоду сім'ю шукати порятунку на тій території Другої Речі Посполитої, яка була окупованою гітлерівською Німеччиною. Маслов працює архітектором у Варшаві, пізніше — у Кракові. У вересні 1941 року подружжя Маслових переїздить до Здолбунова, що на Рівненщині. Тут Леонід Миколайович працює інженером, водночас він викладає в Рівненській будівельній школі, спілкується з науковцями та видавцями Києва та Львова, отримує нагороди за конкурси на найкращі проекти меблів, що відбувалися у Львові.
Уночі 17 липня 1943 року Леоніда Маслова як заручника у відповідь на акцію рівненських підпільників заарештовують гітлерівці й кидають у місцеву в'язницю. Життя молодого, сповненого сили й творчих задумів інженера-архітектора обірвалося 17 серпня 1943 року. Він був розстріляний німцями.

## Вшанування пам'яті
У 2009 році до 100-річчя від дня народження Леоніда Маслова завдяки ДП «Волинські старожитності» було видано книжку «Одне надійне життя…». Книжка складається з трьох частин. У першій йдеться про життя та творчість дослідника, вміщено його статті й факсиміле книжок «Дерев'яні церкви Холмщини та Підляшшя» та «Архітектура старого Луцька». Друга частина містить спогади та дослідження життєдіяльності Маслова, а в третій надруковано матеріали історико-краєзнавчої конференції «Церковна та народна дерев'яна архітектура», присвяченої 100-річчю від дня народження Леоніда Маслова.

### Основні праці дослідника
- Маслов Л. Архітектура старого Луцька — Львів: Наша Батьківщина, 1939.
- Маслов Л. Дерев'яні церкви Холмщини та Підляшшя. — Краків: Українське Видавництво, 1941.

### Сучасні видання
- Укладник Марчук Г. С. Одне надійне життя… (до 100-річчя від дня народження Леоніда Маслова). — Луцьк: Твердиня, 2009. — 491 с. ISBN 978-611-517-002-9 (обкладинка видання).